# Confederatie van Progressieve Vakbonden van Turkije
De Confederatie van Progressieve Vakbonden van Turkije of Confederatie van Revolutionaire Vakbonden in Turkije (Turks: Türkiye Devrimci İşçi Sendikaları Konfederasyonu), gekend onder de afkorting DİSK, is een confederatie van linkse vakbonden in Turkije. Het is een van vier grote confederaties, naast KESK, TÜRK-İŞ en HAK-İŞ.
DİSK werd in 1967 opgericht door vijf vakbonden, waarvan er vier tot dan aangesloten waren bij TÜRK-İŞ. Verschillende oprichters hadden eerder de linkse partij Turkse Arbeiderspartij gesticht. In 1970 wilden de rechtse Partij voor Rechtvaardigheid en de centrumlinkse Republikeinse Volkspartij het bestaan van andere koepels dan TÜRK-İŞ aan banden leggen. DİSK organiseerde daarop verzetsgroepen, stakingen en demonstraties. In Istanboel werd een staat van beleg afgekondigd en veel syndicalisten werden gearresteerd. In 1972 werd de antivakbondswet vernietigd door het grondwettelijk hof en DİSK bleef groeien doorheen de jaren 1970. De Turkse staatsgreep 1980 perkte de syndicale vrijheden aanzienlijk in. DİSK en zijn vakbonden werden geschorst en vakbondsleiders werden voor militaire rechtbanken gebracht. In 1991 werden de vele veroordelingen opnieuw vernietigd, waarna de vakbond zijn werkzaamheden opnieuw kon starten. In 1992 vond het eerste congres na de heropstart plaats.
DİSK is aangesloten bij de Internationaal Vakverbond (ITUC) en het Europees Verbond van Vakverenigingen (ETUC). Bij DİSK zijn een twintigtal sectorale vakbonden aangesloten.